# Мышонок в Манхэттене
«Мышонок в Манхэттене» (англ. Mouse in Manhattan) — девятнадцатый эпизод в серии короткометражек Том и Джерри. Эпизод рассказывает об опасных приключениях мышонка Джерри в Манхэттене, Нью-Йорк. Дата выпуска: 7 июля 1945 года.

## Сюжет
Джерри надоела его деревенская жизнь, и он решает уехать в Манхэттен, Нью-Йорк. Он пишет спящему Тому прощальное письмо и уезжает, спрятавшись под вагоном поезда, который прибывает на Центральный вокзал Нью-Йорка.
Отправившись в город Джерри попадает в различные переделки: ненароком прилипает хвостом к жвачке, окунается в чёрный крем для чистки обуви, испуганно убегает увидев статую Атланта перед Рокфеллер-центром, проплывает на пробке от бутылки мимо рекламных плакатов, а затем он падает в канализацию и выбирается через люк, едва не попав под проезжающие машины. Забежав в отель он попадает в скоростной лифт, который привозит его на этаж, где он видит банкетный зал. И, после целого ряда забавных перипетий, он чуть не выпадает из окна небоскрёба. Затем танцует с игрушечными дамочками на сервированном фужерами столе и попадает в бутылку с шампанским и вместе с пробкой вылетает из небоскреба.
Падая мышонок чудом попадает в носок и как на парашюте приземляется в тёмном переулке. Громко чихает, чем привлекает внимание множества уличных котов, настроенных довольно агрессивно. Испуганный Джерри в панике удирает, сбивая гору мусорных баков, запрыгнув на один из них, врезается в гидрант и, разбив витрину, влетает в ювелирный магазин, где срабатывает сигнализация. Под звуки полицейской сирены он попадает в луч прожектора и под выстрелы полицейских. Еле увернувшись от пуль, он забегает в метро, скрывается в тоннеле, и тут же несётся в обратном направлении, едва обгоняя приближающийся поезд. Затем мышонок быстро пересекает мост Джорджа Вашингтона и всю обратную дорогу пробегает по шпалам железнодорожных путей.
Наконец, добравшись домой, он обнаруживает дремлющего Тома, даже не подозревавшего об его отсутствии. Джерри обнимает и целует удивлённого кота, а над входом в свою норку прибивает большую табличку c резной рамкой с надписью «Home Sweet Home» (с англ. — «Дом, милый дом»).

## Факты
- Популярность Джерри заставила авторов создать выпуск, посвящённый только мышонку. Эпизод является единственным, в котором Том почти не принимает участия.
- Эпизод частично основан на басне Эзопа «Мышь полевая и мышь городская».
- Сцена, в которой Джерри падает со свечи, является отсылкой к сцене из фильма «Наконец в безопасности» с Гарольдом Ллойдом.
- На некоторых плакатах можно видеть надпись «Tom & Jerry Cartoon», что является отсылкой ко всему персоналу мультипликационного отделения MGM.
- Настроение эпизода передают две песни и музыкальные мелодии, основанные на старой инструментальной, песне «Manhattan Serenade» и классической мелодии «Broadway Rhythm» обе песни и композиции, были написаны и придуманы композитором Скоттом Брэдли.[1]
- Знак «Дом, милый дом» также появлялся в таких эпизодах, как «Puss Gets the Boot».

## Цензура
Для показа на Cartoon Network была удалена сцена, где Джерри окунают в чёрную жидкость для чистки обуви.